# Campionato del mondo rallycross 2023
La stagione 2023 del campionato del mondo rallycross è stata la decima edizione della serie iridata organizzata dalla FIA; è iniziata il 4 giugno a Montalegre, in Portogallo, sull'omonimo circuito e si è conclusa il 12 novembre a Hong Kong, in Cina.

## Riepilogo
Il campionato vide esclusivamente la presenza della classe regina RX1e, introdotta nel 2022 nella quale hanno gareggerato esclusivamente vetture a propulsione elettrica con potenza equivalente a 680 CV, mentre il monomarca cadetto RX2e, introdotto nella stagione 2021, è stato da quest'anno associato al campionato europeo.
Il 1º settembre la FIA, mediante una riunione straordinaria con voto online, decise che le ultime quattro gare del mondiale sarebbero state disputate con le vetture ZEROID X1, le stesse utilizzate nella serie RX2e, in quanto a quella data non erano ancora state chiarite le cause dell'incendio che il 21 luglio, durante il rallycross di Gran Bretagna, distrusse due vetture della classe regina RX1e da una delle quali lo stesso si era generato.

## Calendario
Il campionato, la cui struttura base era stata confermata a inizio dicembre del 2022 e poi resa definitiva a fine marzo con lo spostamento di alcuni appuntamenti, era costituito da dieci eventi da disputarsi in otto differenti nazioni, di cui le ultime due destinate ad ospitare due gare. Vennero tuttavia cancellati due eventi a stagione in corso e uno fu rinviato.
| Calendario definitivo | Calendario definitivo   | Calendario definitivo      | Calendario definitivo                      | Calendario definitivo              | Calendario definitivo |
| Gara                  | Data                    | Evento                     | Circuito                                   | Località                           | Categoria             |
| --------------------- | ----------------------- | -------------------------- | ------------------------------------------ | ---------------------------------- | --------------------- |
| 1                     | 3–4 giugno              | World RX of Portugal       | Pista Automóvel de Montalegre              | Montalegre, Região Norte           | RX1e                  |
| 2                     | 17–18 giugno            | World RX of Norway         | Lånkebanen                                 | Hell, Stjørdal, Trøndelag          | RX1e                  |
| 3                     | 1º–2 luglio             | World RX of Sweden         | Höljesbanan                                | Höljes, Torsby, contea di Värmland | RX1e                  |
| 4                     | (19–20 agosto) rinviato | World RX of Germany        | Estering                                   | Buxtehude, Bassa Sassonia          | RX1e                  |
| 5                     | 7–8 ottobre             | World RX of South Africa 1 | Killarney Motor Racing Complex             | Killarney, Città del Capo          | RX1e                  |
| 6                     | 7–8 ottobre             | World RX of South Africa 2 | Killarney Motor Racing Complex             | Killarney, Città del Capo          | RX1e                  |
| 7                     | 11–12 novembre          | World RX of China 1        | Circuito Central Harbourfront di Hong Kong | Hong Kong                          | RX1e                  |
| 8                     | 11–12 novembre          | World RX of China 2        | Circuito Central Harbourfront di Hong Kong | Hong Kong                          | RX1e                  |

| Eventi cancellati a stagione in corso   | Eventi cancellati a stagione in corso | Eventi cancellati a stagione in corso | Eventi cancellati a stagione in corso | Eventi cancellati a stagione in corso | Eventi cancellati a stagione in corso |
| Evento                                  | Circuito                              | Località                              | Data prevista                         | note |                                       |
| --------------------------------------- | ------------------------------------- | ------------------------------------- | ------------------------------------- | --- | ------------------------------------- |
| Cooper Tires World RX of United Kingdom | Circuito di Lydden Hill               | Wootton, Kent, Inghilterra            | 22–23 luglio                          | Cancellato il 21 luglio per via di un incendio, generatosi da una vettura ferma nel proprio box, di cui non si è riusciti a stabilirne la causa. |                                       |
| World RX of Benelux                     | Circuit Jules Tacheny Mettet          | Mettet, provincia di Namur            | 5–6 agosto                            | Cancellato il 31 luglio in quanto le investigazioni circa le cause dell'incendio verificatosi il 21 luglio non erano ancora terminate.           |                                       |

- Durante il Rallycross di Gran Bretagna, nella giornata del venerdì, si verificò un incendio all'interno del box della scuderia Special One Racing, il quale causò la completa distruzione di entrambe le Lancia Delta-Evo-e RX del team francese; essendosi lo stesso generato da una delle due vetture e non essendone nota la causa, gli organizzatori decisero di annullare l'evento per sola la categoria RX1e[2]; si gareggiò quindi regolarmente nella classe RX2e[7], dal 2023 facente parte del campionato europeo.
- Anche il Rallycross del Benelux, da disputarsi il 5 e il 6 agosto, venne a sua volta cancellato in quanto le investigazioni avviate dalla FIA sulle cause del disastro non si erano ancora concluse[6]; per le stesse ragioni il Rallycross di Germania, in programma il 19 e il 20 agosto, venne invece rinviato a data da destinarsi[5].

## Cambiamenti rispetto alla stagione 2022

### Cambiamenti nel calendario
- Il rallycross di Lettonia e quello di Barcellona, che avevano rappresentato rispettivamente la terza/quarta e la nona/decima gara della stagione 2022, non vennero inseriti nel programma 2023, venendo sostituiti dal Rallycross di Gran Bretagna, assente nel calendario iridato dall'edizione del 2019 e da disputarsi nello storico circuito di Lydden Hill, e dal Rallycross del Sudafrica, a sua volta di ritorno nel mondiale dopo tre stagioni di assenza e sede di un doppio appuntamento.
- Venne inserita in chiusura di stagione una gara inedita, il rallycross di Cina, in programma al centro della città di Hong Kong e anch'esso ospitante due gare valide per il campionato.
- Il Rallycross del Benelux, cancellato poi a stagione in corso, non si sarebbe dovuto disputare più nel circuito di Spa-Francorchamps ma nel Circuit Jules Tacheny Mettet, già sede di una gara del iridata (il Rallycross del Belgio) dal 2014 al 2018.
- Il rallycross di Germania abbandonerà invece il Nürburgring e l'appuntamento tedesco tornerà a disputarsi all'Estering, storico tracciato nel quale si è gareggiato annualmente in una gara europea dal 1973 al 2018 e pertanto al debutto nel campionato mondiale.

### Cambiamenti nel regolamento sportivo
Rispetto alla precedente stagione nel 2023 vennero apportate sostanziali modifiche nel regolamento sportivo, di seguito le principali:
- Venne riproposto un formato di gara più tradizionale e di fatto simile a quello in vigore sino all'annata 2021[8][9]:
  - Il week-end di gara era sempre costituito della fase di qualificazione, cui seguiranno le semifinali e la finale, mentre vennero eliminate le progression races; ogni gara continuava invece a disputarsi sulla distanza dei 5 giri.
  - La fase di qualificazione si componeva di quattro batterie e non più tre come nel 2022, ove il risultato della prima determinava la griglia di partenza della seconda (non vigeva più la possibilità da parte di un concorrente di scegliere la posizione nella batteria successiva); al termine della fase si stilava come di consueto il Ranking e si assegnavano rispettivamente 3, 2 e 1 punti mondiali ai primi tre classificati nello stesso.
  - Le semifinali e la finale si disputavano con sei vetture e non più cinque come nel 2022.
  - Al termine della finale, così come avveniva nel 2022, venivano assegnati punti validi per il campionato ai primi quindici classificati nel seguente modo: 20-16-13-12-11-10-9-8-7-6-5-4-3-2-1, di cui i primi sei determinati dalla finale, seguiti da coloro eliminati nelle semifinali, per le quali a parità di posizione raggiunta prevaleva il piazzamento detenuto nel Ranking di qualificazione; le rimanenti tre posizioni venivano assegnate scorrendo il Ranking.
- La serie RX2e, ovvero la categoria cadetta che impiegava vetture a propulsione elettrica, venne migrata nel campionato europeo.[10]

## Scuderie e piloti
| Volkswagen Dealerteam BAUHAUS      | Volkswagen Polo RX1e  | 1  | Johan Kristoffersson      | 1-4  |
| Volkswagen Dealerteam BAUHAUS      | Volkswagen Polo RX1e  | 17 | Gustav Bergström          | 1-3  |
| Volkswagen Dealerteam BAUHAUS      | Volkswagen Polo RX1e  | 69 | Sondre Evjen              | 4    |
| Volkswagen Dealerteam BAUHAUS      | Volkswagen Polo RX1e  | 96 | Ole Christian Veiby       | 1-4  |
| Special ONE Racing                 | Lancia Delta Evo-e RX | 9  | Sébastien Loeb            | 1-4  |
| Special ONE Racing                 | Lancia Delta Evo-e RX | 36 | Guerlain Chicherit        | 1-4  |
| Construction Equipment Dealer Team | PWR RX1e              | 12 | Klara Andersson           | 1-4  |
| Construction Equipment Dealer Team | PWR RX1e              | 68 | Niclas Grönholm           | 1-4  |
| Hansen World RX Team               | Peugeot 208 RX1e      | 21 | Timmy Hansen              | 1-4  |
| Hansen World RX Team               | Peugeot 208 RX1e      | 71 | Kevin Hansen              | 1-4  |
| ALL-INKL.COM Münnich Motorsport    | SEAT Ibiza RX1e       | 44 | Timo Scheider             | 1-4  |
| Classe RX2e                        |                       |    |                           |      |
| Scuderia                           | Vettura               | Nº | Pilota                    | Gare |
| Volkswagen Dealerteam BAUHAUS      | ZEROID X1             | 1  | Johan Kristoffersson      | 5-8  |
| Volkswagen Dealerteam BAUHAUS      | ZEROID X1             | 19 | Mikaela Åhlin Kottulisnky | 5-8  |
| Volkswagen Dealerteam BAUHAUS      | ZEROID X1             | 96 | Ole Christian Veiby       | 5-8  |
| Hansen World RX Team               | ZEROID X1             | 7  | Patrick O'Donovan         | 5-8  |
| Hansen World RX Team               | ZEROID X1             | 21 | Timmy Hansen              | 5-8  |
| Hansen World RX Team               | ZEROID X1             | 71 | Kevin Hansen              | 5-8  |
| Construction Equipment Dealer Team | ZEROID X1             | 12 | Klara Andersson           | 5-8  |
| Construction Equipment Dealer Team | ZEROID X1             | 68 | Niclas Grönholm           | 5-8  |
| ALL-INKL.COM Münnich Motorsport    | ZEROID X1             | 44 | Timo Scheider             | 5-8  |
| ALL-INKL.COM Münnich Motorsport    | ZEROID X1             | 77 | René Münnich              | 5-8  |
| Fonti:                             |                       |    |                           |      |

## Classifiche

### Punteggio
|                              | Posizione | Posizione | Posizione | Posizione | Posizione | Posizione | Posizione | Posizione | Posizione | Posizione | Posizione | Posizione | Posizione | Posizione | Posizione | Posizione |
| Turno                        | 1º        | 2º        | 3º        | 4º        | 5º        | 6º        | 7º        | 8º        | 9º        | 10º       | 11º       | 12º       | 13º       | 14º       | 15º       |           |
| ---------------------------- | --------- | --------- | --------- | --------- | --------- | --------- | --------- | --------- | --------- | --------- | --------- | --------- | --------- | --------- | --------- | --------- |
| Ranking delle qualificazioni | 3         | 2         | 1         |           |           |           |           |           |           |           |           |           |           |           |           |           |
| Posizione dopo la finale     | 20        | 16        | 13        | 12        | 11        | 10        | 9         | 8         | 7         | 6         | 5         | 4         | 3         | 2         | 1         |           |

### Classifica piloti
| Pos. | Pilota                    | POR | NOR | SVE | GBR | BEL | GER | SAF | SAF | CIN | CIN | Punti |
| ---- | ------------------------- | --- | --- | --- | --- | --- | --- | --- | --- | --- | --- | ----- |
| 1    | Johan Kristoffersson      | 1   | 1   | 1   | C   | C   | C   | 1   | 3   | 6   | 1   | 141   |
| 2    | Kevin Hansen              | 2   | 9   | 4   | C   | C   | C   | 2   | 2   | 1   | 7   | 104   |
| 3    | Niclas Grönholm           | 3   | 2   | 7   | C   | C   | C   | 5   | 6   | 2   | 5   | 94    |
| 4    | Timo Scheider             | 9   | 3   | 5   | C   | C   | C   | 3   | 1   | 3   | 8   | 89    |
| 5    | Ole Christian Veiby       | 4   | 6   | 3   | C   | C   | C   | 6   | 7   | 4   | 2   | 82    |
| 6    | Timmy Hansen              | 7   | 10  | 2   | C   | C   | C   | 4   | 4   | 9   | 4   | 78    |
| 7    | Klara Andersson           | 5   | 4   | 9   | C   | C   | C   | 7   | 5   | 5   | 6   | 71    |
| 8    | René Münnich              |     |     |     |     |     |     | 8   | 8   | 8   | 10  | 30    |
| 9    | Sébastien Loeb            | 6   | 5   | 8   | C   |     |     |     |     |     |     | 29    |
| 10   | Guerlain Chicherit        | 8   | 7   | 6   | C   |     |     |     |     |     |     | 27    |
| 11   | Patrick O'Donovan         |     |     |     |     |     |     |     |     | 7   | 3   | 22    |
| 12   | Gustav Bergström          | 10  | 8   | 10  |     | C   | C   |     |     |     |     | 20    |
| 13   | Mikaela Åhlin Kottulisnky |     |     |     |     |     |     |     |     | 10  | 9   | 13    |
|      | Sondre Evjen              |     |     |     | C   |     |     |     |     |     |     | 0     |
| Pos. | Pilota                    | POR | NOR | SVE | GBR | BEL | GER | SAF | SAF | CIN | CIN | Punti |

| Colore  | Risultato                |
| ------- | ------------------------ |
| Oro     | Vincitore                |
| Argento | 2º posto                 |
| Bronzo  | 3º posto                 |
| Verde   | Finito a punti           |
| Blu     | Finito senza punti       |
| Blu     | Non classificato (NC)    |
| Viola   | Ritirato (Rit)           |
| Nero    | Squalificato (SQ)        |
| Nero    | Escluso (ES)             |
| Bianco  | Non ha gareggiato        |
| Bianco  | Iscrizione ritirata (WD) |
| Bianco  | Non partito (NP)         |
| Bianco  | Gara cancellata (C)      |

### Classifica scuderie RX1e
| Pos. | Scuderia                           | POR | NOR | SVE | GBR | BEL | GER | SAF | SAF | CIN | CIN | Pen. | Punti |
| ---- | ---------------------------------- | --- | --- | --- | --- | --- | --- | --- | --- | --- | --- | ---- | ----- |
| 1    | Volkswagen Dealerteam BAUHAUS      | 1   | 1   | 1   | C   | C   | C   |     |     |     |     |      | 104   |
| 1    | Volkswagen Dealerteam BAUHAUS      | 4   | 6   | 3   | C   | C   | C   |     |     |     |     |      | 104   |
| 2    | Construction Equipment Dealer Team | 3   | 2   | 7   | C   | C   | C   |     |     |     |     |      | 72    |
| 2    | Construction Equipment Dealer Team | 5   | 4   | 9   | C   | C   | C   |     |     |     |     |      | 72    |
| 3    | Hansen World RX Team               | 7   | 10  | 4   | C   | C   | C   |     |     |     |     |      | 71    |
| 3    | Hansen World RX Team               | 2   | 9   | 2   | C   | C   | C   |     |     |     |     |      | 71    |
| 4    | Special ONE Racing                 | 6   | 5   | 6   | C   | C   | C   |     |     |     |     | -10  | 46    |
| 4    | Special ONE Racing                 | 8   | 7   | 8   | C   | C   | C   |     |     |     |     | -10  | 46    |
| Pos. | Scuderia                           | POR | NOR | SVE | GBR | BEL | GER | SAF | SAF | CIN | CIN | Pen. | Punti |

| Colore  | Risultato                |
| ------- | ------------------------ |
| Oro     | Vincitore                |
| Argento | 2º posto                 |
| Bronzo  | 3º posto                 |
| Verde   | Finito a punti           |
| Blu     | Finito senza punti       |
| Blu     | Non classificato (NC)    |
| Viola   | Ritirato (Rit)           |
| Nero    | Squalificato (SQ)        |
| Nero    | Escluso (ES)             |
| Bianco  | Non ha gareggiato        |
| Bianco  | Iscrizione ritirata (WD) |
| Bianco  | Non partito (NP)         |
| Bianco  | Gara cancellata (C)      |